# Miika Koivisto
Miika Koivisto (ur. 20 lipca 1990 w Vaasa) – fiński hokeista, reprezentant Finlandii, olimpijczyk.

## Kariera
- Sport U16 (2005-2006)
- Sport U18 (2006-2008)
- Sport U20 (2007-2011)
- Sport (2010-2012)
- KalPa (2012-2015)
- Lukko (2015-2016)
  -  KeuPa HT (2015/2016)
- Jukurit (2016-2017)
- Kärpät (2017-2018)
- Dinamo Moskwa (2018-)

Karierę rozwijał w zespołach juniorskich klubu Vaasan Sport. Od 2010 do 2012 w barwach seniorskiego zespołu Sport grał w lidze Mestis. Od 2012 do 2015 był zawodnikiem klubu KalPa w rozgrywkach Liiga. W sezonie 2015/2016 grał w barwach Lukko. W kwietniu 2016 został zawodnikiem Jukuritu, a w kwietniu 2017 zawodnikiem Kärpät. W maju 2018 został zawodnikiem Dinama Moskwa.
W sezonie 2016/2017 został kadrowiczem seniorskiej kadry Finlandii, w barwach której podjął występy w meczach z cyklu Euro Hockey Tour. Uczestniczył w turniejach zimowych igrzysk olimpijskich 2018, mistrzostw świata edycji 2018, 2019, 2021.

## Sukcesy
Reprezentacyjne
- Złoty medal mistrzostw świata: 2019
- Srebrny medal mistrzostw świata: 2021

Klubowe
- Srebrny medal Jr. A 1 Divisioona: 2008, 2009 ze Sport U20
- Złoty medal Mestis: 2011, 2012 ze Sport
- Brązowy medal Jr. C SM-sarja: 2007 z Jokeritem U16
- Złoty medal Jr. B SM-sarja: 2008 z Jokeritem U18
- Drugie miejsce w European Trophy: 2011 z Jokeritem
- Brązowy medal mistrzostw Finlandii: 2012 z Jokeritem
- Złoty medal mistrzostw Finlandii: 2018 z Kärpät

Indywidualne
- Liiga (2016/2017):
  - Pierwsze miejsce w klasyfikacji czasu przebywania na lodzie w sezonie zasadniczym: 27,13
  - Trzecie miejsce w klasyfikacji asystentów wśród obrońców w sezonie zasadniczym: 33 asysty[4]
  - Najlepszy obrońca sezonu (Trofeum Pekki Rautakallio)
  - Skład gwiazd sezonu
- Liiga (2017/2018):
  - Pierwsze miejsce w klasyfikacji asystentów wśród obrońców w sezonie zasadniczym: 29 asyst
  - Pierwsze miejsce w klasyfikacji kanadyjskiej wśród obrońców w sezonie zasadniczym: 39 punktów
  - Piąte miejsce w klasyfikacji +/- w sezonie zasadniczym: +26[5]